# Алиев, Серажутдин Шехамирович
Серажутдин Шехамирович Алиев (12 октября 1961 года, Махачкала — 3 сентября 1999, Буйнакский район, Дагестан) — капитан Махачкалинского ОМОНа МВД России, участник Дагестанской войны; дважды кавалер ордена Мужества (второй орден — посмертно).

## Биография

### Семья
Родился 12 октября 1961 года в Махачкале. Отец — подполковник милиции Шехамир Закарьяевич Алиев, в 1971—1977 годах — глава экспертно-криминалистического центра МВД Дагестанской АССР (прожил 57 лет). Мать — Валентина Ивановна Алиева, преподавательница Дагестанского государственного педагогического университета (ум. 2013). Также у Серажутдина были брат Юрий и сестра Татьяна. Оставил после себя жену и двоих детей.

### Служба
Серажутдин Алиев окончил юридический факультет Ленинградского государственного университета, с 1983 года работал следователем Псковского РОВД. Имел звание мастера спорта по дзюдо. В Махачкалинском ОМОНе службу начал 1 ноября 1993 года, дослужился до звания командира 1-го батальона. Участник Первой чеченской войны, участвовал в освобождении заложников в Кизляре и Первомайском в 1996 году, за что был удостоен ордена Мужества указом Президента РФ № 623 от 2 мая 1996 года.

### Гибель
27 августа 1999 года 10 сотрудников мобильного отряда отправились в Буйнакский район для участия в операции по ликвидации боевиков в Кадарской зоне; на следующий день ночью вместе с подразделениями внутренних войск МВД России, МВД по Республике Дагестан и частями ВС РФ приступили к ликвидации боевиков в населённых пунктах Карамахи и Чабанмахи. Сам капитан милиции Алиев на тот момент лежал в медсанчасти МВД по Республике Дагестан, однако, не дождавшись полного выздоровления, со своими людьми оперативно выехал в район боевых действий. Ночью 3 сентября группа ОМОНа под руководством Алиева вошла в населённый пункт Чабанмахи, где попала под обстрел ваххабитов. В ходе боя все оперативники были ранены, но Алиев продолжал руководить позициями и отказывался сдаваться в плен, пока не был убит. В том бою погибли 9 сотрудников Дагестанского ОМОНа.

## Память
- 25 октября 1999 года указом Президента РФ № 1438 за самоотверженные действия, проявленные при выполнении спецзадания, капитан Серажутдин Алиев был посмертно награждён вторым орденом Мужества (орденами Мужества были отмечены все погибшие в том бою сотрудники)[2].
- Приказом МВД России № 1041 от 23 декабря 2005 года был навечно зачислен в списки личного состава МВД Республики Дагестан[4].
- В октябре 2019 года к 20-летию ОМОН Управления Росгвардии по Республике Дагестан в Каспийске был открыт мемориал сотрудникам подразделений МВД по Республике Дагестан, погибших при исполнении служебного долга[2].
- Имя Алиева носит гимназия № 33 города Махачкалы. 3 сентября 2020 года была открыта мемориальная доска, в церемонии участвовали сестра погибшего Татьяна Гасанова, заместитель мэра Махачкалы Запир Алхасов, бывший командир махачкалинского ОМОНа Загид Загидов и другие сотрудники и ветераны правоохранительных органов[3][5][6].

## Награды
- Два ордена Мужества:
  - 2 мая 1996 года — за образцовое выполнение боевых задач при ликвидации незаконных вооруженных формирований в селе Первомайское и городе Кизляре[2]
  - 25 октября 1999 года (посмертно) — за самоотверженные действия, проявленные при выполнении спецзадания, в условиях сопряженных с риском для жизни в населенных пунктах Карамахи и Чабанмахи Буйнакского района[2].